# 이미지 복원

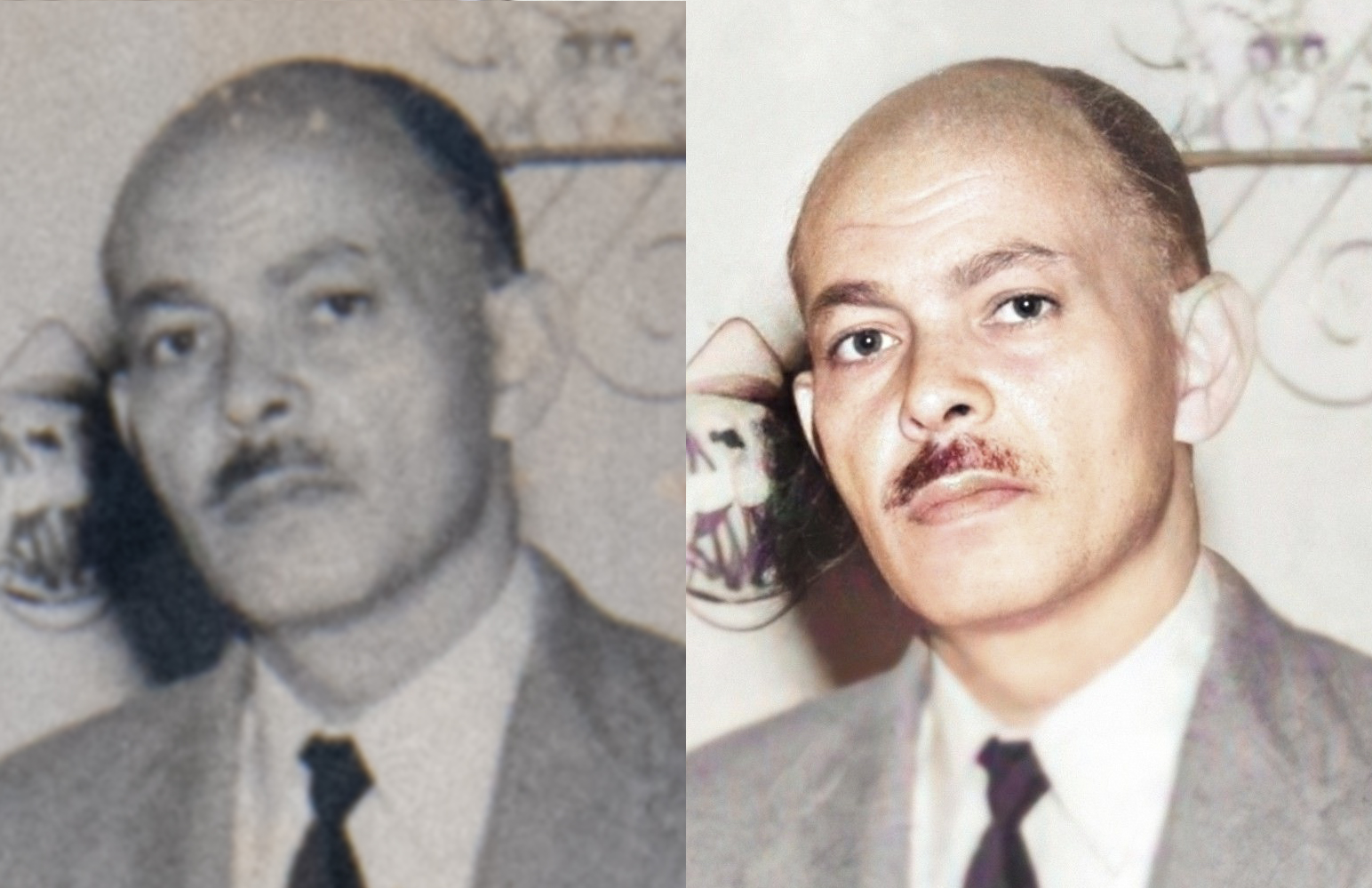
인공지능을 활용한 디지털 사진 복원 및 채색

이미지 복원(image restoration)은 손상되거나 노이즈가 있는 이미지를 가져와 깨끗한 원본 이미지를 추정하는 작업이다. 손상은 모션 블러, 노이즈, 카메라 초점 오류 등 다양한 형태로 나타날 수 있다. 영상복원은 영상을 흐리게 하는 과정을 역전시키는 방식으로 이루어지며, 점소스를 영상화하여 점광원 영상을 사용하는데, 이를 점 확산 함수(Point Spread Function, PSF)라고 하여 흐려짐 과정에서 손실된 영상정보를 복원한다.
이미지 복원은 관찰자가 이미지를 더 즐겁게 만드는 이미지의 특징을 강조하도록 설계되었지만 반드시 과학적 관점에서 현실적인 데이터를 생성할 필요는 없다는 점에서 이미지 향상과는 다르다. 이미징 패키지에서 제공하는 이미지 향상 기술(예: 가장 가까운 이웃 절차에 의한 대비 스트레칭 또는 흐림 제거)은 이미지를 생성한 프로세스의 선험적 모델을 사용하지 않는다.
이미지 향상을 사용하면 일부 해상도를 희생하여 노이즈를 효과적으로 제거할 수 있지만 이는 많은 응용 프로그램에서 허용되지 않는다. 형광현미경에서는 z방향의 분해능은 그대로 나쁘다. 개체를 복구하려면 더욱 발전된 이미지 처리 기술을 적용해야 한다.

## 같이 보기
- 컴퓨터 비전